# Science Museum (Londýn)
Science Museum se nachází na Exhibition Road v Londýnském obvodu Kensington a Chelsea a je součástí National Museum of Science and Industry.

## Historie
Muzeum bylo založeno roku 1857 Bennetem Woodcroftem ze sbírek Royal Society of Arts a zbylých exponátů z Great Exhibition. Původně bylo částí  South Kensington Museum ale roku 1858 se osamostatnilo a bylo pojmenováno Museum of Patents a později roku 1863 Patent Office Museum. Toto muzeum obsahovalo sbírky, jejíž hlavní exponáty jsou nyní součástí Science Museum. Roku 1863 byly sbírky Science Collections vyčleněny do nově zřízeného Science Museum; Patent Office Museum bylo začleněno do Science Museum roku 1909.

## Sbírky
Sbírky muzea obsahují více než 300 000 předmětů, včetně známých exponátů jako je Stephensonova první parní lokomotiva, Puffing Billy (jiná historická lokomotiva) první tryskový motor, první model DNA, dochované historické parní stroje, funkční exponát diferenčního počítače a první prototyp hodin Clock of the Long Now. Od 1. prosince 2001 je vstup volný, bez poplatku.
Kolekce muzea také obsahuje sbírky Henryho Wellcoma zaměřené na medicínu. Tyto exponáty jsou vystavovány na 4. a 5. poschodí muzea. V rámci muzea se také nachází vědecká knihovna a od roku 1960 i Britain's National Library for Science, Medicine and Technology.

## Dana Centre
V listopadu 2003 Science Museum otevřelo Dana Centre. Jedná se o bar a kavárnu připojené k muzeu, které jsou vyhrazeným místem pro diskusi o kontroverzních vědeckých tématech.

## Výstavní sály
Science Museum obsahuje mnoho výstavních sálů v nichž existují stálé expozice nebo jsou v nich pořádány specializované výstavní akce.

### Power: The East Hall
East Hall se nachází nejblíže ke vstupu do muzea. V přízemí jsou umístěny známé parní stroje různých typů. Pod stropem je zavěšen mohutný kovový kruh, který je pokryt LED zobrazujícími text, který návštěvníci mohou napsat v kiosku. V této hale se také nachází kavárna a knihkupectví.

### Space
Space je historický výstavní sál vyplněný raketami (například raketa Black Arrow a model první britské družice Prospero X-3) a dalšími exponáty zaměřenými na dobývání vesmíru a přínosy, které tyto činnosti přinesly lidstvu (například telekomunikace).

### Making the Modern World
Making the Modern World je relativně nová expozice muzea, ve které jsou umístěny nejznámější exponáty muzea – Stephensonova parní lokomotiva, přistávací modul kosmické lodi Apollo – chronologicky zobrazující úspěchy technologického vývoje.

### Flight
Flight je jednou ze starších expozicí situovanou v západním křídle na čtvrtém patře. Obsahuje velké množství rozměrných exponátů letadel, vrtulníků, motorů letadel a příčný průřez letadlem Boeing 747. Vše ve skutečném měřítku.